# Lista de conflitos envolvendo o Afeganistão
Esta é uma lista de guerras envolvendo o Afeganistão.
| Conflito                                          | Afeganistão e aliados                                                                                                   | Oponentes                                                       | Resultados |
| Império Durrani (1747–1823)                       | Império Durrani (1747–1823)                                                                                             | Império Durrani (1747–1823)                                     | Império Durrani (1747–1823) |
| ------------------------------------------------- | --- | --------------------------------------------------------------- | --- |
| Terceira Batalha de Panipat (1761)                | Império Durrani | Império Marata                                                  | Vitória - Marata recua para o Decão. - Império Mugal restaurado para Alam II. |
| Batalha de Attock (1813)                          | Império Durrani | Império Sikh                                                    | Derrota - Domínio dos sikh no Distrito de Attock. |
| Batalha de Multan (1818)                          | Império Durrani | Império Sikh                                                    | Derrota - Encerrada a influência Durrani na região de Khyber Pakhtunkhwa. - Domínio dos sikh em Peshawar. |
| Batalha de Shopian (1819)                         | Império Durrani | Império Sikh                                                    | Derrota - Caxemira anexada ao Império Sikh. |
| Batalha de Nowshera (1823)                        | Império Durrani | Império Sikh                                                    | Derrota - Recaptura de Peshawar pelos sikhs. - Domínio sikh no passo Khyber. |
| Emirado do Afeganistão (1823–1926)                | |                                                                 | |
| Batalha de Jamrud (1837)                          | Afeganistão | Império Sikh                                                    | Vitória - Afeganistão ocupa Forte de Jamrud. |
| Primeira Guerra Anglo-Afegã (1839–1842)           | Afeganistão | Império Britânico Companhia das Índias Orientais                | Vitória - Retirada britânico-indiana depois de abandonar o seu objetivo de guerra. - Doste Maomé Cã mantêm o trono afegão. |
| Segunda Guerra Anglo-Afegã (1878–1880)            | Afeganistão | Império Britânico · Índia                                       | Derrota - Retirada britânico-indiana depois de alcançar os objetivos políticos desejados através do Tratado de Gandamak. - Áreas de fronteira tribais do Afeganistão anexadas à Índia. - Afeganistão torna-se um protetorado britânico. |
| Terceira Guerra Anglo-Afegã (1919)                | Afeganistão | Império Britânico · Índia                                       | Vitória - Vitória diplomática Afegã. - Tratado de Rawalpindi. - Independência afegã com plena soberania nos assuntos externos. - Reafirmação da Linha Durand. |
| República Democrática do Afeganistão (1978–1992)  | |                                                                 | |
| Guerra Soviético-Afegã (1979–1989)                | União Soviética · Afeganistão                                                                                           | Mujahideen                                                      | Retirada soviética - Acordos de Genebra. - Retirada das forças soviéticas do Afeganistão - Guerra Civil Afegã prossegue. |
| Guerra Civil Afegã (1989–1992)                    | Afeganistão | Mujahideen                                                      | mudança de regime - Vitória dos Mujahideen. - Estabelecimento do Estado Islâmico do Afeganistão liderado por Burhanuddin Rabbani. |
| Estado Islâmico do Afeganistão (1992–2001)        | |                                                                 | |
| Guerra Civil Afegã (1992–1996)                    | Estado Islâmico do Afeganistão                                                                                          | Talibã Al-Qaeda                                                 | mudança de regime - Talibã entra em Cabul e estabelece o Emirado Islâmico do Afeganistão, em grande parte não reconhecido. |
| Guerra Civil Afegã (1996–2001)                    | Frente Unida (Estado Islâmico do Afeganistão)                                                                           | Talibã (Emirado Islâmico do Afeganistão) · Al-Qaeda · Paquistão | impasse - Impasse com diferentes frentes entre os talibãs e as forças de Massoud (Frente Unida). |
| Emirado Islâmico do Afeganistão (1996–2001)       | |                                                                 | |
| Guerra Civil Afegã (1996–2001)                    | Talibã (Emirado Islâmico do Afeganistão) · Al-Qaeda · Paquistão                                                         | Frente Unida (Estado Islâmico do Afeganistão)                   | impasse - Impasse com diferentes frentes entre os talibãs e as forças de Massoud (Frente Unida). |
| República Islâmica do Afeganistão (2001–presente) | |                                                                 | |
| Guerra do Afeganistão (2001–)                     | ISAF - Estados Unidos - Reino Unido - Alemanha - Itália - Georgia - Polônia - Romênia - Turquia - Austrália Afeganistão | Talibã Al-Qaeda                                                 | Fase 1: Invasão da coalizão liderada pelos Estados Unidos Fase 2: Ocupação do Afeganistão - Destruição de campos de treinamento de militantes da al-Qaeda - Queda do governo do Talibã - Estabelecimento da República Islâmica do Afeganistão sob a administração Hamid Karzai - Início da insurgência talibã - Morte de Osama bin Laden no Paquistão |